# مويس كين
مويس بيوتي كين (بالإيطالية: Moise Kean؛ النطق الإيطالي: ‎[mɔis kin]‏؛ مواليد 28 فبراير 2000) لاعب كرة قدم إيطالي يلعب مهاجمًا لنادي يوفنتوس مُعارًا من إيفرتون الإنجليزي ومنتخب إيطاليا.
أصبح كين أول لاعب من مواليد الألفية الجديدة يشارك في دوري من الدوريات الأوروبية الخمس الكبرى (نوفمبر 2016)، وأول من يشارك في دوري أبطال أوروبا (نوفمبر 2016)، وأول من يسجل هدفًا في إحدى بطولات الدوريات الأوروبية الخمس الكبرى (مايو 2017)، وأول من يسجل هدفًا مع المنتخب الإيطالي (مارس 2019).
على المستوى الدولي، شارك كين في أول مباراة له مع إيطاليا في عام 2018. وهو أصغر لاعب سجل مع إيطاليا في مباراة رسمية.

## مسيرته الكروية

### بدايته المبكرة
شُهد كين لأول مرة من قبل ريناتو بياسي، الذي أدخله في فرق الشباب في نادي أستي قبل عرضه على تورينو. في عام 2010، بدلاً من التجديد مع تورينو، تم التوقيع معه من قبل منافس تورينو يوفنتوس (حتى يبلغ اللاعب 14 عامًا، يكون العقد سنويًا وفي تجديد مستمر).

### يوفنتوس

#### موسم 2016–17: أول موسم
شارك كين في أول مباراة احترافية له مع يوفنتوس في 19 نوفمبر 2016، عندما كان يبلغ من العمر 16 عامًا، حيث دخل كبديل في الدقيقة 84 عن ماريو ماندجوكيتش في مباراة الفوز 3–0 على بيسكارا في الدوري الإيطالي، وبالتالي أصبح أول لاعب من مواليد في الألفية الجديدة يشارك في دوري من الدوريات الأوروبية الخمس الكبرى.

#### موسم 2017–18: فيرونا (إعارة)
في 31 أغسطس 2017، بعد تمديد عقده حتى 30 يونيو 2020، تمت إعارة كين إلى هيلاس فيرونا لمدة عام واحد.

#### موسم 2018–19: عودته ليوفنتوس
في 12 يناير 2019، سجل كين هدف في مباراة الفوز 2–0 على بولونيا في كأس إيطاليا. في 8 مارس 2019، سجل كين هدفين في الشوط الأول ضد أودينيزي، في مباراة الفوز على أرضه 4–1.

### إيفرتون
انضم كين إلى نادي إيفرتون في 4 أغسطس 2019 ، حيث وقع عقدًا مدته خمس سنوات مقابل 27.5 مليون يورو، بالإضافة إلى 2.5 مليون يورو كإضافات.

## مسيرته الدولية
كين المولود في إيطاليا كان مؤهلاً للعب مع كل من منتخبي إيطاليا أو ساحل العاج لأن والديه في الأصل من البلد الأخير.

## الإحصائيات

### النادي
آخر تحديث 26 مايو 2019.
| النادي         | الموسم   | الدوري          | الدوري | الدوري  | الكأس  | الكأس   | أوروبا | أوروبا  | أخرى   | أخرى    | المجموع | المجموع |
| النادي         | الموسم   | الدوري          | الظهور | الأهداف | الظهور | الأهداف | الظهور | الأهداف | الظهور | الأهداف | الظهور  | الأهداف |
| -------------- | -------- | --------------- | ------ | ------- | ------ | ------- | ------ | ------- | ------ | ------- | ------- | ------- |
| يوفنتوس        | 2016–17  | الدوري الإيطالي | 3      | 1       | 0      | 0       | 1      | 0       | —      | —       | 4       | 1       |
| يوفنتوس        | 2018–19  | الدوري الإيطالي | 13     | 6       | 1      | 1       | 3      | 0       | 0      | 0       | 17      | 7       |
| يوفنتوس        | المجموع  | المجموع         | 16     | 7       | 1      | 1       | 4      | 0       | 0      | 0       | 21      | 8       |
| فيرونا (إعارة) | 2017–18  | الدوري الإيطالي | 19     | 4       | 1      | 0       | 0      | 0       | —      | —       | 20      | 4       |
| الإجمالي       | الإجمالي | الإجمالي        | 35     | 11      | 2      | 1       | 4      | 0       | 0      | 0       | 41      | 12      |

### المنتخب

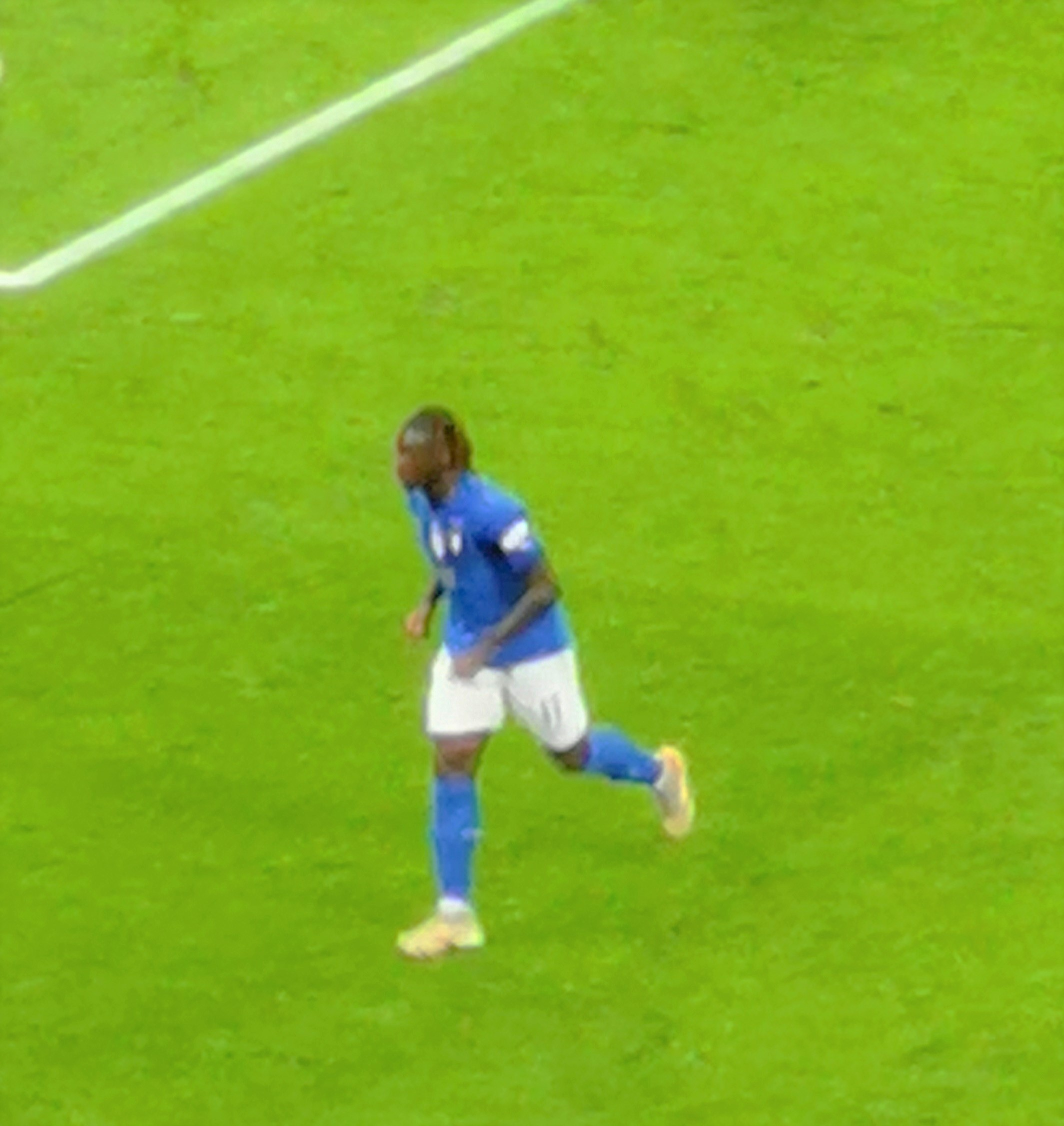
كين مع منتخب إيطاليا

آخر تحديث 26 مارس 2019.
| 2018    | 1 | 0 |
| 2019    | 2 | 2 |
| المجموع | 3 | 2 |

#### الأهداف الدولية
قائمة الأهداف والنتائج مع منتخب إيطاليا الأول.
| #  | التاريخ      | المكان                            | الخصم      | الهدف | النتيجة | المسابقة                     |
| -- | ------------ | --------------------------------- | ---------- | ----- | ------- | ---------------------------- |
| 1. | 23 مارس 2019 | ملعب فريولي، أوديني، إيطاليا      | فنلندا     | 2–0   | 2–0     | تصفيات بطولة أمم أوروبا 2020 |
| 2. | 26 مارس 2019 | ملعب إنيو تارديني، بارما، إيطاليا | ليختنشتاين | 5–0   | 6–0     | تصفيات بطولة أمم أوروبا 2020 |

## الإنجازات

### النادي
يوفنتوس
- الدوري الإيطالي (2): 2016–17، 2018–19
- كأس إيطاليا (1): 2016–17
- كأس السوبر الإيطالي (1): 2018

### المنتخب
إيطاليا تحت 19 سنة
- بطولة أوروبا تحت 19 سنة الوصيف: 2018[15]

### الأرقام القياسية
يوفنتوس
- أصغر لاعب يشارك لأول مرة في الدوري الإيطالي: 19 نوفمبر 2016، 3–0 ضد بيسكارا (16 سنوات و265 أيام)[5][6]
- أصغر لاعب يشارك لأول مرة في دوري أبطال أوروبا: 22 نوفمبر 2016، 1–3 ضد إشبيلية (16 سنوات و268 أيام)[17]
- أصغر لاعب يسجل في الدوري الإيطالي: 27 مايو 2017، 1–2 ضد بولونيا (17 سنوات و88 أيام)[18]

إيطاليا
- أصغر لاعب يسجل هدف في مباراة رسمية: 23 مارس 2019، 2–0 ضد فنلندا (19 سنوات و23 أيام)[19]
- أصغر لاعب يسجل هدف في تصفيات بطولة أمم أوروبا: 23 مارس 2019، 2–0 ضد فنلندا (19 سنوات و23 أيام)[19]

إنجازات أخرى
- أول لاعب من مواليد في الألفية الجديدة يشارك في الدوري الإيطالي: 19 نوفمبر 2016، 3–0 ضد بيسكارا (16 سنوات و265 أيام)[5][6]
- أول لاعب من مواليد في الألفية الجديدة يسجل في الدوري الإيطالي: 27 مايو 2017، 1–2 ضد بولونيا (17 سنوات و88 أيام)[20]
- أول لاعب من مواليد في الألفية الجديدة يشارك في دوري أبطال أوروبا: 22 نوفمبر 2016، 1–3 ضد إشبيلية (16 سنوات و268 أيام)[17]
- أول لاعب من مواليد في الألفية الجديدة يشارك مع المنتخب الإيطالي: 20 نوفمبر 2018، 1–0 ضد الولايات المتحدة (18 سنوات و265 أيام)[21]
- أول لاعب من مواليد في الألفية الجديدة يشارك كأساسي مع المنتخب الإيطالي: 23 مارس 2019، 2–0 ضد فنلندا (19 سنوات و23 أيام)[19]
- أول لاعب من مواليد في الألفية الجديدة يسجل هدف مع المنتخب الإيطالي: 23 مارس 2019، 2–0 ضد فنلندا (19 سنوات و23 أيام)[19]
- أول لاعب من مواليد في الألفية الجديدة يسجل هدف مع المنتخب الإيطالي تحت 21 سنة: 15 أكتوبر 2018، 2–0 ضد تونس (18 سنوات و229 أيام)[22]
- أول لاعب من مواليد في الألفية الجديدة يشارك في دوري من الدوريات الأوروبية الخمس الكبرى: 19 نوفمبر 2016، 3–0 ضد بيسكارا في الدوري الإيطالي (16 سنوات و265 أيام)[5][6]
- أول لاعب من مواليد في الألفية الجديدة يسجل في دوري من الدوريات الأوروبية الخمس الكبرى: 27 مايو 2017، 1–2 ضد بولونيا (17 سنوات و88 أيام)[20]

## وصلات خارجية
- مويس كين على موقع الاتحاد الأوربي (الإنجليزية)
- مويس كين على موقع إي إس بي إن إف سي (الإنجليزية)
- مويس كين على موقع قاعدة بيانات كرة القدم.إي يو (الإنجليزية)
- مويس كين على موقع ليكيب (الفرنسية)
- مويس كين على موقع ناشيونال فوتبول تيمز (الإنجليزية)
- مويس كين على موقع Soccerbase.com (لاعب) (الإنجليزية)
- مويس كين على موقع Soccerway.com (الإنجليزية)
- مويس كين على موقع عالم كرة القدم.نت (الإنجليزية)
- مويس كين على موقع كووورة
- مويس كين على موقع AS.com (الإسبانية)